# Южноафриканская дрофа
Южноафриканская дрофа (лат. Neotis ludwigii) — вид птиц семейства дрофиные. Видовое латинское название дано в честь барона фон Людвига.
Распространена в Анголе, Ботсване, Лесото, Намибии и ЮАР. Она живет на полузасушливых равнинах.
Этот вид дроф весит от 3 до 7,3 кг. Длина тела от 76 до 85 см у самок и от 80 до 95 см у самцов. Она охотится на крупных насекомых (в основном саранчу), а также цветы и семена.
Этот малоизвестный вид в настоящее время находится под угрозой исчезновения.